# Прапор Старосамбірського району
Пра́пор Староса́мбірського райо́ну — офіційний символ Старосамбірського району Львівської області, затверджений 29 грудня 1998 року рішенням сесії Старосамбірської районної ради.

## Опис
Прапор являє собою прямокутне полотнище зі співвідношенням сторін 2:3, яке поділене вертикально розсіченням у вигляді ялин на дві частини: жовту древкову, шириною ⅓ прапора та зелену — від вільного краю. На зеленому полі знаходиться жовта сарна, що піднялася на задні лапи.